# Arbeitnehmerähnliche Person
Als arbeitnehmerähnliche Person wird in erster Linie eine Arbeitskraft bezeichnet, die zwar selbständiger Unternehmer, aber von einem Auftraggeber wirtschaftlich abhängig ist, wenn sie auch wegen fehlender Eingliederung in eine betriebliche Organisation (anders als ein Arbeitnehmer) nicht persönlich abhängig ist. Die Einstufung hat arbeits- und sozialrechtliche Konsequenzen. Arbeitnehmerähnliche Personen im Sinne dieser Definition (z. B. freie Journalisten, die für eine bestimmte Redaktion tätig sind) sind keine Scheinselbstständigen.
Die „arbeitnehmerähnliche Person“ ist ein Begriff des Arbeitsrechts, während der „arbeitnehmerähnliche Selbständige“ ein Begriff des Rentenversicherungsrechts ist.

## Abgrenzung zu Arbeitnehmern
Die Unterscheidung arbeitnehmerähnlicher Personen des Haupttyps von Personen, die offiziell als „Arbeitnehmer“ gelten, erfolgt durch den Grad der persönlichen Abhängigkeit. Arbeitnehmerähnliche Personen sind wegen ihrer fehlenden Eingliederung in eine betriebliche Organisation und im Wesentlichen freier Zeitbestimmung nicht im gleichen Maße persönlich abhängig wie Arbeitnehmer. An die Stelle der persönlichen Abhängigkeit und Weisungsgebundenheit tritt das Merkmal der wirtschaftlichen Unselbständigkeit. Darüber hinaus muss der wirtschaftlich Abhängige auch seiner gesamten sozialen Stellung nach einem Arbeitnehmer vergleichbar sozial schutzbedürftig sein.
Die vorgenannten Merkmale treffen gemäß § 2 Nr. 1 bis 8 auf Heimarbeiter und Handelsvertreter zu, die aufgrund vertraglicher Vereinbarung oder wegen des Umfangs ihrer Tätigkeit nur für einen Unternehmer tätig werden können. Ferner trifft dies zu auf Lehrer und Dozenten, wie Fitnesstrainer, Aerobictrainer, Golflehrer, Tennislehrer und Fahrlehrer, ebenso auf Pflegekräfte, Hebammen und „Künstler“ im Sinne des Künstlersozialversicherungsgesetzes (KSVG). Wer in einem Dienst- oder Werkvertrag oder einem ähnlichen Rechtsverhältnis in wirtschaftlicher Abhängigkeit steht und seine Dienst- oder Werkleistungen persönlich und im Wesentlichen ohne Mitarbeit von Arbeitnehmern erbringt, ist somit – vergleichbar einem Arbeitnehmer – sozial schutzbedürftig.
Weiter können Berufe wie Künstler, Schriftsteller, Mitarbeiter des Ton- und Fernsehrundfunks dazu gehören, vor allem Einfirmenvertreter mit geringem Einkommen.

### Rentenversicherungspflicht
Unter die Rentenversicherungspflicht fallen gemäß § 2 Satz 1 Nr. 9 SGB VI Selbstständige in verschiedenen Berufen, die zum Beispiel
1. keinen versicherungspflichtigen Arbeitnehmer beschäftigen und
2. auf Dauer und im Wesentlichen nur für einen Auftraggeber tätig sind.

Wer keinen sozialversicherungspflichtigen Arbeitnehmer beschäftigt, muss dafür sorgen, dass er mehr als 1/6 des Umsatzes mit einem zweiten Auftraggeber im Kalenderjahr macht und zwar im selben Tätigkeitsfeld. Für Selbständige, die zwei unterschiedlichen selbständigen Tätigkeiten ausüben (beispielsweise als Musiker und Personaltrainer) gilt dies nicht.

### Befreiung von der Rentenversicherungspflicht
Eine Befreiung von der Rentenversicherungspflicht ist auf Antrag möglich. Zum einen kann man sich in den ersten drei Jahren als Existenzgründer auf Antrag von der Rentenversicherungspflicht befreien lassen. Zum anderen besteht nach § 6 Abs. 1a Satz 1 Nr. 2 SGB VI nach Vollendung des 58. Lebensjahres eine unbefristete Befreiungsmöglichkeit, wenn nach einer zuvor ausgeübten selbständigen Tätigkeit erstmals Versicherungspflicht nach § 2 Satz 1 Nr. 9 SGB VI eintritt. Eine gesetzliche Versicherungspflicht besteht nicht, wenn der Selbständige die Pflichtgrenzen und die Altersgrenze überschritten hat und davor schon privat versichert war. Die gesetzlichen Sozialversicherungen würden den Betreffenden nicht mehr als Mitglied aufnehmen.

## Nationales

### Deutschland
Verschiedene gesetzliche Regelungen erstrecken die Anwendbarkeit von Schutzvorschriften des Arbeitsrechts auch auf arbeitnehmerähnliche Personen des ersten Typs.
- Nach § 5 Abs. 1 ArbGG (Arbeitsgerichtsgesetz) ist arbeitnehmerähnlichen Personen der Weg zur Arbeitsgerichtsbarkeit eröffnet.
- Auch der gesetzliche (bezahlte) Mindesturlaub nach § 2 BUrlG (Bundesurlaubsgesetz) von 24 Werktagen (bezogen auf die Sechs-Tage-Woche) steht ihnen zu.
- Nach verschiedenen ländergesetzlichen Bestimmungen haben arbeitnehmerähnliche Personen auch Anspruch auf Bildungsurlaub.
- Nach § 12a TVG (Tarifvertragsgesetz) können die Beschäftigungsbedingungen arbeitnehmerähnlicher Personen durch Tarifvertrag geregelt werden. Solche Tarifverträge existieren vor allem für freie Mitarbeiter im journalistischen Bereich bei den Rundfunkanstalten.

Keine Anwendung finden das Kündigungsschutzgesetz und die Sonderkündigungsbestimmungen des § 17 Mutterschutzgesetzes sowie des Neunten Buches Sozialgesetzbuch (SGB IX).
Für das Vertragsverhältnis eines Handelsvertreters, der nur für einen Unternehmer tätig ist, können nach § 92a (Handelsgesetzbuch) ebenfalls Mindestarbeitsbedingungen gelten.

#### Beschäftigte in einer Werkstatt für behinderte Menschen
Beschäftigte im Arbeitsbereich einer Werkstatt für behinderte Menschen stehen zu den Werkstätten in der Regel in einem arbeitnehmerähnlichen Rechtsverhältnis (§ 221 Abs. 1 SGB IX). Das betrifft behinderte Menschen, die wegen Art oder Schwere der Behinderung nicht, noch nicht oder noch nicht wieder auf dem allgemeinen Arbeitsmarkt beschäftigt werden können (§ 219 Abs. 1 SGB IX). Sie brauchen nur ein Mindestmaß wirtschaftlich verwertbarer Arbeitsleistung zu erbringen (§ 219 Abs. 2, § 220 SGB IX).
siehe auch: Werkstatt für behinderte Menschen#Rechtsstatus von Werkstatt-Beschäftigten und dessen Folgen

### Österreich
In Österreich ist der Begriff im § 51 Abs. 3 des Arbeits- und Sozialgerichtsgesetzes (ASGG) geregelt. Trotz der formalen Selbstständigkeit kommen hier beispielsweise das Dienstnehmerhaftpflichtgesetz (DNHG), das Kautionsschutzgesetz (KautSchG) und andere arbeitsrechtliche Normen, wie auch das ASGG zur Anwendung.